# Algebraische Struktur
| Algebraische Axiome der Gruppe                                               | Ring | kommutativer Ring | Schiefkörper (Divisionsring) | Körper |
| ---------------------------------------------------------------------------- | ---- | ----------------- | ---------------------------- | ------ |
| Kommutativgesetz bzgl. der Addition (additiv-kommutative Gruppe)             | Ja   | Ja                | Ja                           | Ja     |
| Distributivgesetz                                                            | Ja   | Ja                | Ja                           | Ja     |
| Kommutativgesetz bzgl. der Multiplikation (multiplikativ-kommutative Gruppe) | Nein | Ja                | Nein                         | Ja     |
| Multiplikativ Inverses existiert für jedes Element außer 0.                  | Nein | Nein              | Ja                           | Ja     |

Der Begriff der algebraischen Struktur (oder universellen Algebra, allgemeinen Algebra oder nur Algebra) ist ein Grundbegriff und zentraler Untersuchungsgegenstand des mathematischen Teilgebietes der universellen Algebra. Eine algebraische Struktur ist gewöhnlich eine Menge, versehen mit Verknüpfungen auf dieser Menge. Eine Vielzahl der in der abstrakten Algebra untersuchten Strukturen wie Gruppen, Ringe oder Körper sind spezielle algebraische Strukturen.
Algebraische Strukturen können auch aus mehreren Mengen zusammen mit Verknüpfungen auf und zwischen diesen Mengen bestehen. Sie werden dann heterogene Algebren genannt, prominentestes Beispiel sind Vektorräume (mit Vektoren und Skalaren).

## Definition der algebraischen Struktur
Eine algebraische Struktur oder allgemeine Algebra ist ein geordnetes Paar
{\displaystyle {\bigl (}A,(f_{i})_{i\in I}{\bigr )},}
bestehend aus einer Menge {\displaystyle A,} der Grundmenge oder Trägermenge der Algebra, und einer Familie {\displaystyle (f_{i})_{i\in I}} von inneren (endlichstelligen) Verknüpfungen, auch Grundoperationen oder fundamentale Operationen genannt, auf {\displaystyle A.}
Eine innere {\displaystyle n}-stellige Verknüpfung auf {\displaystyle A} ist eine Funktion {\displaystyle f\colon A^{n}\to A,} die {\displaystyle n} Elemente {\displaystyle a_{1},\dotsc ,a_{n}} aus {\displaystyle A} immer auf ein Element {\displaystyle f(a_{1},\dotsc ,a_{n})} aus {\displaystyle A} abbildet. Eine nullstellige Verknüpfung auf {\displaystyle A} kann als ein eindeutig bestimmtes, ausgezeichnetes Element in {\displaystyle A,} eine Konstante, interpretiert werden. Konstanten werden meist mit einem speziellen Symbol (z. B. einem Buchstaben oder einem Zahlzeichen wie {\displaystyle e,0,1}) bezeichnet. Eine innere einstellige Verknüpfung ist eine Funktion von {\displaystyle A} nach {\displaystyle A,} die oft durch ein Symbol bezeichnet wird, das unmittelbar (d. h. ohne zusätzliche Klammern oder Trennzeichen) vor, hinter, über etc. das Element (Argument) geschrieben wird.
Beispiele: {\displaystyle -a,\,a!,\,{\overline {a}},\,a^{-1}}
Beim Bild einer zweistelligen Verknüpfung wird in der Regel das Verknüpfungssymbol zur Vereinfachung zwischen die beiden Argumente geschrieben.
Beispiele: {\displaystyle a+b,a\cdot b,f\circ g} an Stelle von {\displaystyle +(a,b),\cdot (a,b),\circ (f,g)}
Meistens hat eine Algebra nur endlich viele fundamentale Operationen {\displaystyle f_{1},\dotsc ,f_{m},} man schreibt dann für die Algebra einfach nur {\displaystyle (A,f_{1},\dotsc ,f_{m}).}
Der (Ähnlichkeits-) Typ (auch Signatur) einer Algebra {\displaystyle {\bigl (}A,(f_{i})_{i\in I}{\bigr )}} ordnet jedem Index {\displaystyle i\in I} die jeweilige Stelligkeit {\displaystyle n_{i}} der fundamentalen Operation {\displaystyle f_{i}} zu, d. h., er ist eine Funktion {\displaystyle \sigma \colon I\to \mathbb {N} _{0},\,i\mapsto \sigma (i):=n_{i}} für {\displaystyle f_{i}\colon A^{n_{i}}\to A.} Der Typ kann ebenso als Familie geschrieben werden: {\displaystyle \sigma =(n_{i})_{i\in I}.}
So wird zum Beispiel eine Gruppe meist als Struktur {\displaystyle (G,\cdot ,1,{}^{-1})} aufgefasst, wobei {\displaystyle G} die Trägermenge ist, {\displaystyle \cdot } eine zweistellige Verknüpfung von {\displaystyle G\times G} nach {\displaystyle G,1} eine Konstante in {\displaystyle G} und {\displaystyle {}^{-1}} eine einstellige Verknüpfung von {\displaystyle G} nach {\displaystyle G.} Eine Gruppe ist damit eine Algebra vom Typ {\displaystyle (2,0,1).}

### Bemerkungen
- Jede Menge {\displaystyle A} lässt sich zu einer trivialen Algebra {\displaystyle (A,\operatorname {id} )} machen mit der identischen Abbildung {\displaystyle \operatorname {id} \colon A\to A,a\mapsto a.} Alternativ kann man auch eine leere Indexmenge {\displaystyle I} zulassen,[2] sodass {\displaystyle A} als eine triviale Algebra {\displaystyle (A,())} mit einer leeren Familie {\displaystyle ()=\emptyset } von Verknüpfungen aufgefasst werden kann.
- Man könnte sogar „unendlichstellige Algebren“ mit unendlichstelligen Verknüpfungen zulassen (z. B. σ-Algebren), dies würde jedoch dem üblichen Verständnis von „algebraisch“ widersprechen.[3]
- Eine Verallgemeinerung allgemeiner (vollständiger) Algebren sind partielle Algebren, bei denen nicht nur totale Funktionen, sondern auch partielle Funktionen als Verknüpfung zugelassen sind.[4] Z. B. sind Körper {\displaystyle (K,+,0,-,\cdot ,1,{}^{-1})} streng genommen keine vollständigen Algebren, weil {\displaystyle {}^{-1}} nur auf {\displaystyle K\setminus \{0\}} definiert ist.

### Arten algebraischer Strukturen
Die jeweiligen Verknüpfungen von Algebren des gleichen Typs besitzen oft noch gemeinsame Eigenschaften, sodass man Algebren nach ihrem Typ und nach den Eigenschaften ihrer Verknüpfungen in verschiedene Klassen einteilen kann. Die Eigenschaften der konkret gegebenen Verknüpfungen einer Algebra spezifiziert man näher durch Axiome, die in der abstrakten Algebra (einem Teilgebiet der Mathematik) meist in Form von Gleichungen geschrieben werden und die Art der Algebra festlegen.
Ein Beispiel ist das Assoziativgesetz für eine innere zweistellige Verknüpfung {\displaystyle *} auf einer Menge {\displaystyle A\colon }
{\displaystyle a*(b*c)=(a*b)*c} für alle Elemente {\displaystyle a,b,c} aus {\displaystyle A.}
Erfüllt nun die zweistellige Operation {\displaystyle \star } einer Algebra {\displaystyle (S,\star )} dieses Axiom (ersetze {\displaystyle *} durch {\displaystyle \star } und {\displaystyle A} durch {\displaystyle S}), dann gehört die Algebra {\displaystyle (S,\star )} zur Klasse der Halbgruppen, das heißt, sie ist eine Halbgruppe.

## Unterstrukturen (Unteralgebren)
Ist {\displaystyle A} die Grundmenge einer algebraischen Struktur, so kann man mit Hilfe der Verknüpfungen von {\displaystyle A} auf einer Teilmenge {\displaystyle B\subseteq A} eine neue algebraische Struktur des gleichen Typs definieren, falls die Menge {\displaystyle B} so gewählt ist, dass die Verknüpfungen der ursprünglichen Struktur nicht aus der Menge {\displaystyle B} herausführen. Das bedeutet, wenn man die Verknüpfungen der ursprünglichen algebraischen Struktur auf die Elemente von {\displaystyle B} anwendet, dürfen keine Elemente entstehen, die nicht in {\displaystyle B} sind – insbesondere müssen die Konstanten bereits in {\displaystyle B} enthalten sein. In der konkreten Anwendung sind z. B. Untergruppen die Unterstrukturen einer Gruppe.

## Homomorphismen
Strukturtreue Abbildungen, sogenannte Homomorphismen, zwischen je zwei algebraischen Strukturen {\displaystyle A} und {\displaystyle B} von derselben Art (sie haben also Verknüpfungen von jeweils gleichen Stelligkeiten und gleichen gegebenen spezifischen Eigenschaften) sind mit den Verknüpfungen der beiden algebraischen Strukturen verträglich. Jede algebraische Struktur hat deshalb ihren eigenen Homomorphismus-Begriff und definiert daher eine Kategorie.
Einander entsprechende Verknüpfungen in {\displaystyle A} und {\displaystyle B} werden meist mit dem gleichen Symbol bezeichnet. So wird etwa in jeder betrachteten Gruppe die Gruppenoperation einheitlich z. B. {\displaystyle \cdot } geschrieben. Müssen im Einzelfall die beiden Verknüpfungen auseinandergehalten werden, werden in der Regel die Symbole ihrer Grundmengen oder ähnliches als Indizes beigefügt, also z. B. {\displaystyle \cdot _{A}} und {\displaystyle \cdot _{B}}. Ein Homomorphismus {\displaystyle \varphi \colon A\to B} ist eine Funktion, die für jede Verknüpfung {\displaystyle f} (mit der Stelligkeit {\displaystyle n}) die folgende Bedingung erfüllt:
{\displaystyle \varphi (f_{A}(x_{1},\dotsc ,x_{n}))=f_{B}(\varphi (x_{1}),\dotsc ,\varphi (x_{n}))}
Die besonderen Schreibweisen der null-, ein- und zweistelligen Verknüpfungen werden berücksichtigt:
- Sind {\displaystyle k_{A},k_{B}} jeweils die Konstanten nullstelliger Verknüpfungen, dann ist {\displaystyle \varphi (k_{A})=k_{B}.}
- Ist {\displaystyle -} jeweils eine einstellige Verknüpfung, dann ist {\displaystyle \varphi (-(x))=-(\varphi (x)).} Eine einstellige Verknüpfung kann auch als Exponent, Index usw. geschrieben werden: Mit {\displaystyle x^{-1}:={}^{-1}(x)} und {\displaystyle \varphi (x)^{-1}:={}^{-1}(\varphi (x))} ergibt sich z. B. {\displaystyle \varphi (x^{-1})=\varphi (x)^{-1}.}
- Für zweistellige Verknüpfungen {\displaystyle +} ist {\displaystyle \varphi (x_{1}+x_{2})=\varphi (x_{1})+\varphi (x_{2}).}

Ein surjektiver Homomorphismus wird Epimorphismus genannt, ein injektiver Monomorphismus. Ein Homomorphismus von {\displaystyle A} in sich (also falls {\displaystyle B=A} gilt) heißt Endomorphismus. Ein bijektiver Homomorphismus, dessen Umkehrfunktion ebenfalls ein Homomorphismus ist, heißt Isomorphismus. Ist der Isomorphismus zugleich Endomorphismus, so heißt er Automorphismus.
Siehe auch: Homomorphiesatz.

## Bilder
Ist {\displaystyle \varphi :A\rightarrow B} ein Homomorphismus zwischen algebraischen Strukturen desselben Typs {\displaystyle (f_{i})_{i\in I}} und denselben zu erfüllenden Gleichungen, so ist die Bildmenge {\displaystyle \varphi (A)\subset B} eine Unterstruktur von {\displaystyle B}.
Ist nämlich {\displaystyle f_{i}} eine {\displaystyle n_{i}}-stellige Funktion und sind {\displaystyle b_{1},\ldots ,b_{n_{i}}\in \varphi (A)}, so gibt es {\displaystyle a_{j}\in A} mit {\displaystyle b_{j}=\varphi (a_{j})} und aus der Homomorphieeigenschaft folgt {\displaystyle f_{i}(b_{1},\ldots ,b_{n_{i}})=f_{i}(\varphi (a_{1}),\ldots ,\varphi (a_{n_{i}}))=\varphi (f_{i}(a_{1},\ldots ,a_{n_{i}}))\in \varphi (A)}.
Also ist {\displaystyle \varphi (A)} unter allen {\displaystyle f_{i}} abgeschlossen. Da die Gleichungen erst recht in Teilmengen erfüllt sind, ist {\displaystyle \varphi (A)\subset B} eine Unterstruktur.

## Kongruenzrelationen
Auf algebraischen Strukturen lassen sich spezielle Typen von Äquivalenzrelationen finden, die mit den Verknüpfungen einer algebraischen Struktur verträglich sind. Diese werden dann Kongruenzrelationen genannt. Mit Hilfe von Kongruenzrelationen lassen sich Faktoralgebren bilden, d. h., es wird aus der ursprünglichen algebraischen Struktur eine Struktur gleichen Typs erzeugt, deren Elemente allerdings dann die Äquivalenzklassen bezüglich der Kongruenzrelation sind. Die Verknüpfungen sind aufgrund der speziellen Eigenschaften der Kongruenzrelation wohldefiniert. In vielen konkreten Anwendungen entsprechen die Äquivalenzklassen den Neben- bzw. Kongruenzklassen bestimmter Unterstrukturen, z. B. der Normalteiler bei Gruppen oder der Ideale bei Ringen.

## Produkte
Bildet man das mengentheoretische direkte Produkt der Grundmengen mehrerer allgemeiner Algebren des gleichen Typs, so kann man wiederum eine neue Algebra gleichen Typs auf dieser Produktmenge erhalten, indem man die neuen Verknüpfungen dieser Algebra komponentenweise durch die Verknüpfungen der ursprünglichen Algebren definiert. Diese kann allerdings andere Eigenschaften haben, als die ursprüngliche Algebra; z. B. muss das Produkt von Körpern nicht mehr ein Körper sein.
Für eine Verallgemeinerung des direkten Produktes von Algebren siehe: Subdirektes Produkt. Dort wird auch der Darstellungssatz von Birkhoff vorgestellt, nach dem jede Algebra subdirektes Produkt subdirekt irreduzibler Algebren ist.

## „Zoo“ der algebraischen Strukturen

### Beispiel: Gruppen
Als Beispiel für die Definition einer algebraischen Struktur betrachten wir eine Gruppe. Üblicherweise ist eine Gruppe definiert als ein Paar {\displaystyle (G,*),} bestehend aus einer Menge {\displaystyle G} und einer zweistelligen Verknüpfung {\displaystyle *,} sodass für alle {\displaystyle x,y,z} in {\displaystyle G} die folgenden drei Axiome erfüllt sind:
- {\displaystyle x*(y*z)=(x*y)*z} (Assoziativität).
- Es gibt ein {\displaystyle e} in {\displaystyle G}, sodass {\displaystyle e*x=x=x*e} (Existenz eines neutralen Elementes).
- Zu jedem {\displaystyle x} gibt es ein {\displaystyle i} in {\displaystyle G}, sodass {\displaystyle x*i=e=i*x} (Existenz inverser Elemente).

Manchmal findet man noch die Forderung der „Abgeschlossenheit“, dass {\displaystyle x*y} wieder in {\displaystyle G} liegen soll, aber aus der Sicht eines Algebraikers beinhaltet der Begriff der „zweistelligen Verknüpfung“ diese Eigenschaft bereits.
Diese Definition hat aber die Eigenschaft, dass die Axiome nicht allein durch Gleichungen ausgedrückt werden, sondern auch den Existenzquantor „es gibt … sodass“ enthalten; in der allgemeinen Algebra versucht man deshalb solche Axiome zu vermeiden (Quantorenelimination). Die Vereinfachung der Axiome auf eine reine Gleichungsform ist hier nicht schwierig: Wir fügen eine nullstellige Verknüpfung {\displaystyle e} und eine einstellige Verknüpfung {\displaystyle {}^{-1}} hinzu und definieren eine Gruppe als ein Quadrupel {\displaystyle (G,*,e,{^{-1}})} mit einer Menge {\displaystyle G,} einer zweistelligen Verknüpfung {\displaystyle *,} einer Konstanten {\displaystyle e} und einer einstelligen Verknüpfung {\displaystyle {}^{-1}}, die den folgenden Axiomen genügen:
- {\displaystyle x*(y*z)=(x*y)*z}
- {\displaystyle e*x=x=x*e}
- {\displaystyle x*x^{-1}=e=x^{-1}*x}

Es ist nun wichtig zu prüfen, ob damit tatsächlich die Definition einer Gruppe erreicht wurde. Es könnte ja sein, dass dadurch noch nicht alle Eigenschaften einer Gruppe gegeben sind oder gar zu viele. Tatsächlich sind die beiden Definitionen einer Gruppe gleichwertig.

### Beispiele von algebraischen Strukturen

Hierarchie algebraischer Strukturen (obere erfüllen weniger, untere mehr Gesetze)

In der folgenden Liste werden alle (zweistelligen) Verknüpfungen, neutrale Elemente (= nullstellige Verknüpfungen), Inversenabbildungen (= einstellige Verknüpfungen) und Operatorbereiche angegeben.
Im normalen Gebrauch gibt man dagegen für algebraische Strukturen nur die mehrstelligen Verknüpfungen und die Operatorbereiche an (manchmal noch die neutralen Elemente), für alle anderen gibt es meist Standardnotationen.
Eine nicht vollständige Liste verschiedener algebraischer Strukturen:
- Gruppoid oder Magma, auch Binar oder Operativ {\displaystyle (O,*)\colon } eine Menge {\displaystyle O} mit einer zweistelligen Verknüpfung {\displaystyle *.}
- Halbgruppe {\displaystyle (S,*)\colon } ein assoziatives Gruppoid.
- Halbverband {\displaystyle (S,*)\colon } eine kommutative Halbgruppe, in der jedes Element idempotent ist.
- Monoid {\displaystyle (M,*,e)\colon } eine Halbgruppe mit einem neutralen Element {\displaystyle e.}
- Gruppe {\displaystyle (G,*,e,{}^{-1})\colon } ein Monoid mit einem inversen Element {\displaystyle a^{-1}} zu jedem Element {\displaystyle a.}
- Abelsche Gruppe {\displaystyle (G,*,e,{}^{-1})\colon } eine kommutative Gruppe. Abelsche Gruppen werden bevorzugt additiv {\displaystyle (G,+,0,-)} geschrieben und dann Moduln genannt, das Inverse eines Elements {\displaystyle a} bezeichnet man nun als das Entgegengesetzte {\displaystyle -a.}
- Halbring {\displaystyle (H,+,\cdot )\colon } eine Menge {\displaystyle H} mit zwei Verknüpfungen {\displaystyle +} (Addition) und {\displaystyle \cdot } (Multiplikation), mit denen {\displaystyle (H,+)} und {\displaystyle (H,\cdot )} Halbgruppen sind und die Distributivgesetze erfüllt werden. Oft soll {\displaystyle (H,+)} aber auch noch kommutativ sein und/oder ein neutrales Element 0, das Nullelement des Halbringes, besitzen: Die Definitionen sind hier nicht einheitlich!
- Verband {\displaystyle (V,\vee ,\wedge )\colon } eine Menge {\displaystyle V} mit zwei Verknüpfungen {\displaystyle \vee } (Vereinigung) und {\displaystyle \wedge } (Durchschnitt), sodass {\displaystyle (V,\vee )} und {\displaystyle (V,\wedge )} kommutative Halbgruppen sind und die Absorptionsgesetze erfüllt werden. {\displaystyle (V,\vee )} und {\displaystyle (V,\wedge )} sind dann Halbverbände.
- Boolescher Verband oder Boolesche Algebra {\displaystyle (B,\vee ,0,\wedge ,1,\neg )\colon } {\displaystyle (B,\vee ,0)} und {\displaystyle (B,\wedge ,1)} sind kommutative Monoide, {\displaystyle (B,\vee ,\wedge )} ist ein Halbring und zu jedem Element {\displaystyle a} gibt es ein Komplement {\displaystyle \neg a.}
- Ring {\displaystyle (R,+,0,-,\cdot )\colon } {\displaystyle (R,+,0,-)} ist eine abelsche Gruppe und {\displaystyle (R,+,\cdot )} ein Halbring.
- Modul {\displaystyle (M,+,0,-,\{m_{r},r\in R\})} über einem Ring {\displaystyle R}: eine abelsche Gruppe {\displaystyle (M,+,0,-)} mit Funktionen {\displaystyle m_{r}:M\rightarrow M} für jedes Ringelement {\displaystyle r\in R}, die für die skalare Multiplikation mit {\displaystyle r} stehen, und Gleichungen, die die Modulaxiome widerspiegeln.
- Vektorraum: ist ein Modul über einem Körper.

## Versehen mit weiterer Struktur, Internalisierung
Algebraische Strukturen können mit Zusatzstrukturen ausgestattet werden, z. B. mit einer Topologie. Eine topologische Gruppe ist ein topologischer Raum mit einer Gruppenstruktur, sodass die Operationen Multiplikation und Inversenbildung stetig sind. Eine topologische Gruppe hat sowohl eine topologische, als auch eine algebraische Struktur. Andere häufig verwendete Beispiele sind topologische Vektorräume und Lie-Gruppen. Abstrakt gesprochen sind die Verknüpfungen in solchen Strukturen nun Morphismen in einer bestimmten Kategorie, etwa der der topologischen Räume im Fall topologischer Gruppen. Man spricht von einer Internalisierung in diese Kategorie. Im Spezialfall gewöhnlicher algebraischer Strukturen sind die Verknüpfungen Morphismen in der Kategorie der Mengen, also Funktionen.

## Verallgemeinerungen
Verallgemeinerungen algebraischer Strukturen sind die partiellen Algebren und die relationalen Strukturen.

### Struktur (erster Stufe)
Wird zusätzlich zu der Familie {\displaystyle (f_{i})_{i\in I}} von Funktionen noch eine Familie {\displaystyle (R_{j})_{j\in J}} von Relationen zugelassen, liegt eine allgemeinere Struktur (erster Stufe) vor:
{\displaystyle {\bigl (}A,(f_{i})_{i\in I},(R_{j})_{j\in J}{\bigr )}}
Diese Definition umfasst insbesondere relationale Strukturen (mit leerer Indexmenge {\displaystyle I} oder äquivalent ohne die Familie von Funktionen). In der Literatur werden diese allgemeineren Strukturen allerdings manchmal ebenfalls als algebraische Strukturen bezeichnet (insbesondere, wenn man die Gleicheitsrelation in {\displaystyle A} einer algebraischen Struktur explizit mit aufführen möchte).

### Partielle Algebren
Ersetzt man in der obigen Definition den Begriff Verknüpfungen durch partielle Verknüpfungen, dann spricht man von einer partiellen Algebra. Die Verknüpfungen müssen hier nicht für alle Kombinationen von Parametern ({\displaystyle n}-Tupel-Kombinationen) definiert sein.

### Äußere Verknüpfungen und heterogene Algebren
Eine weitere Verallgemeinerung bietet die Definition nach Wolfgang Kowarschick, bei der auch neben den in der obigen Definition zugelassenen Funktionen als „inneren“ algebraischen Verknüpfungen oder Operationen sogenannte „äußere algebraische Operationen“ {\displaystyle f\colon B\times A^{n}\to A,} mit einem festen (für alle diese Verknüpfungen identischen) „Operatorenbereich“ zulässt. Im Prinzip entspricht dies einer heterogenen Algebra mit den Trägermengen {\displaystyle A} und {\displaystyle B}, bei der {\displaystyle B} nur eine untergeordnete Rolle spielt (Beispiel Vektorraum).